# Ferdinand Karel van Oostenrijk

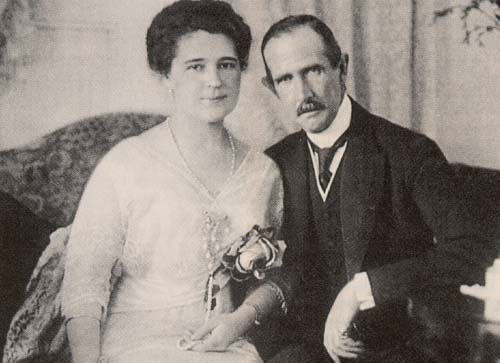
Ferdinand Karel en zijn vrouw Bertha Czuber (1910)

Ferdinand Karel van Oostenrijk (Wenen, 27 december 1868 - München, 12 maart 1915) was de derde zoon van aartshertog Karel Lodewijk van Oostenrijk en Maria Annunciata van Bourbon-Sicilië. In 1909 sloot hij een morganatisch huwelijk met Bertha Czuber (1879-1979), dochter van een wiskundeprofessor in Chur. Hij had Bertha al rond 1900 leren kennen en vroeg in 1903 toestemming aan keizer Frans Jozef I van Oostenrijk, om met haar te mogen trouwen. Deze was geschokt en weigerde resoluut. Toen Ferdinand in 1909 - aanvankelijk in het geheim - toch trouwde met Bertha Czuber werd hij onmiddellijk van al zijn keizerlijke titels ontdaan, zoals de Wiener Abendpost meldde op 17 november 1911:
Wir sind in der Lage mitzuteilen, daß Seine k. und k. Hoheit der durchlauchtigste Herr Erzherzog Ferdinand Karl vor einiger Zeit im Auslande ohne Allerhöchste Bewilligung eine Ehe eingegangen ist und daß seine k. und k. Apostolische Majestät sohin höchstdessen Bitte, auf den Titel und den Rang eines Erzherzogs sowie auf seine Stellung in der Armee verzichten zu dürfen, zu genehmigen geruht haben; der Verzichtende wird fortan den Namen Ferdinand Burg füren.
Ferdinand behield zijn apanage en - hoewel voortaan uitgesloten van keizerlijke familiebijeenkomsten - kreeg hij toestemming van de Keizer om in juli 1914 de begrafenis van zijn oudere broer Frans Ferdinand bij te wonen. Bertha zou haar man bijna vijfenzestig jaar overleven en kort voor haar honderdste geboortedag in Wenen overlijden.

## Kwartierstaat
| Frans II van Oostenrijk (1768-1835) | Frans II van Oostenrijk (1768-1835) | Frans II van Oostenrijk (1768-1835) | Frans II van Oostenrijk (1768-1835) | Frans II van Oostenrijk (1768-1835)    | Frans II van Oostenrijk (1768-1835)    | Maria Theresia van Bourbon-Sicilië (1772-1807) | Maria Theresia van Bourbon-Sicilië (1772-1807) | Maria Theresia van Bourbon-Sicilië (1772-1807) | Maria Theresia van Bourbon-Sicilië (1772-1807) | Maria Theresia van Bourbon-Sicilië (1772-1807) | Maria Theresia van Bourbon-Sicilië (1772-1807) |                                                 |                                                 | Maximiliaan I Jozef van Beieren (1756-1825)     | Maximiliaan I Jozef van Beieren (1756-1825)     | Maximiliaan I Jozef van Beieren (1756-1825)     | Maximiliaan I Jozef van Beieren (1756-1825)     | Maximiliaan I Jozef van Beieren (1756-1825) | Maximiliaan I Jozef van Beieren (1756-1825) | Caroline van Baden (1776-1841)        | Caroline van Baden (1776-1841)        | Caroline van Baden (1776-1841)        | Caroline van Baden (1776-1841)        | Caroline van Baden (1776-1841)        | Caroline van Baden (1776-1841)        |  |  | Frans I der Beide Siciliën (1777-1830)     | Frans I der Beide Siciliën (1777-1830)     | Frans I der Beide Siciliën (1777-1830)     | Frans I der Beide Siciliën (1777-1830)     | Frans I der Beide Siciliën (1777-1830)      | Frans I der Beide Siciliën (1777-1830)      | Maria Isabella van Bourbon (1789-1848)      | Maria Isabella van Bourbon (1789-1848)      | Maria Isabella van Bourbon (1789-1848)       | Maria Isabella van Bourbon (1789-1848)       | Maria Isabella van Bourbon (1789-1848)           | Maria Isabella van Bourbon (1789-1848)           |                                                  |                                                  | Karel van Oostenrijk-Teschen (1771-1847)         | Karel van Oostenrijk-Teschen (1771-1847)         | Karel van Oostenrijk-Teschen (1771-1847) | Karel van Oostenrijk-Teschen (1771-1847) | Karel van Oostenrijk-Teschen (1771-1847) | Karel van Oostenrijk-Teschen (1771-1847) | Henriëtte van Nassau-Weilburg (1797-1829) | Henriëtte van Nassau-Weilburg (1797-1829) | Henriëtte van Nassau-Weilburg (1797-1829) | Henriëtte van Nassau-Weilburg (1797-1829) | Henriëtte van Nassau-Weilburg (1797-1829) | Henriëtte van Nassau-Weilburg (1797-1829) |  |  |  |  |  |  |  |  |  |  |  |  |  |  |  |  |  |  |  |  |  |  |  |  |  |  |  |  |  |  |  |  |  |  |  |  |  |  |  |  |  |  |  |  |  |  |  |  |
| Frans II van Oostenrijk (1768-1835) | Frans II van Oostenrijk (1768-1835) | Frans II van Oostenrijk (1768-1835) | Frans II van Oostenrijk (1768-1835) | Frans II van Oostenrijk (1768-1835)    | Frans II van Oostenrijk (1768-1835)    | Maria Theresia van Bourbon-Sicilië (1772-1807) | Maria Theresia van Bourbon-Sicilië (1772-1807) | Maria Theresia van Bourbon-Sicilië (1772-1807) | Maria Theresia van Bourbon-Sicilië (1772-1807) | Maria Theresia van Bourbon-Sicilië (1772-1807) | Maria Theresia van Bourbon-Sicilië (1772-1807) |                                                 |                                                 | Maximiliaan I Jozef van Beieren (1756-1825)     | Maximiliaan I Jozef van Beieren (1756-1825)     | Maximiliaan I Jozef van Beieren (1756-1825)     | Maximiliaan I Jozef van Beieren (1756-1825)     | Maximiliaan I Jozef van Beieren (1756-1825) | Maximiliaan I Jozef van Beieren (1756-1825) | Caroline van Baden (1776-1841)        | Caroline van Baden (1776-1841)        | Caroline van Baden (1776-1841)        | Caroline van Baden (1776-1841)        | Caroline van Baden (1776-1841)        | Caroline van Baden (1776-1841)        |  |  | Frans I der Beide Siciliën (1777-1830)     | Frans I der Beide Siciliën (1777-1830)     | Frans I der Beide Siciliën (1777-1830)     | Frans I der Beide Siciliën (1777-1830)     | Frans I der Beide Siciliën (1777-1830)      | Frans I der Beide Siciliën (1777-1830)      | Maria Isabella van Bourbon (1789-1848)      | Maria Isabella van Bourbon (1789-1848)      | Maria Isabella van Bourbon (1789-1848)       | Maria Isabella van Bourbon (1789-1848)       | Maria Isabella van Bourbon (1789-1848)           | Maria Isabella van Bourbon (1789-1848)           |                                                  |                                                  | Karel van Oostenrijk-Teschen (1771-1847)         | Karel van Oostenrijk-Teschen (1771-1847)         | Karel van Oostenrijk-Teschen (1771-1847) | Karel van Oostenrijk-Teschen (1771-1847) | Karel van Oostenrijk-Teschen (1771-1847) | Karel van Oostenrijk-Teschen (1771-1847) | Henriëtte van Nassau-Weilburg (1797-1829) | Henriëtte van Nassau-Weilburg (1797-1829) | Henriëtte van Nassau-Weilburg (1797-1829) | Henriëtte van Nassau-Weilburg (1797-1829) | Henriëtte van Nassau-Weilburg (1797-1829) | Henriëtte van Nassau-Weilburg (1797-1829) |  |  |  |  |  |  |  |  |  |  |  |  |  |  |  |  |  |  |  |  |  |  |  |  |  |  |  |  |  |  |  |  |  |  |  |  |  |  |  |  |  |  |  |  |  |  |  |  |
|                                     |                                     |                                     |                                     |                                        |                                        |                                                |                                                |                                                |                                                |                                                |                                                |                                                 |                                                 |                                                 |                                                 |                                                 |                                                 |                                             |                                             |                                       |                                       |                                       |                                       |                                       |                                       |  |  |                                            |                                            |                                            |                                            |                                             |                                             |                                             |                                             |                                              |                                              |                                                  |                                                  |                                                  |                                                  |                                                  |                                                  |                                          |                                          |                                          |                                          |                                           |                                           |                                           |                                           |                                           |                                           |  |  |  |  |  |  |  |  |  |  |  |  |  |  |  |  |  |  |  |  |  |  |  |  |  |  |  |  |  |  |  |  |  |  |  |  |  |  |  |  |  |  |  |  |  |  |  |  |
|                                     |                                     |                                     |                                     | Frans Karel van Oostenrijk (1802-1878) | Frans Karel van Oostenrijk (1802-1878) | Frans Karel van Oostenrijk (1802-1878)         | Frans Karel van Oostenrijk (1802-1878)         | Frans Karel van Oostenrijk (1802-1878)         | Frans Karel van Oostenrijk (1802-1878)         |                                                |                                                |                                                 |                                                 |                                                 |                                                 | Sophie van Beieren (1805-1872)                  | Sophie van Beieren (1805-1872)                  | Sophie van Beieren (1805-1872)              | Sophie van Beieren (1805-1872)              | Sophie van Beieren (1805-1872)        | Sophie van Beieren (1805-1872)        |                                       |                                       |                                       |                                       |  |  |                                            |                                            |                                            |                                            | Ferdinand II der Beide Siciliën (1810-1859) | Ferdinand II der Beide Siciliën (1810-1859) | Ferdinand II der Beide Siciliën (1810-1859) | Ferdinand II der Beide Siciliën (1810-1859) | Ferdinand II der Beide Siciliën (1810-1859)  | Ferdinand II der Beide Siciliën (1810-1859)  |                                                  |                                                  |                                                  |                                                  |                                                  |                                                  | Theresia van Oostenrijk (1816-1867)      | Theresia van Oostenrijk (1816-1867)      | Theresia van Oostenrijk (1816-1867)      | Theresia van Oostenrijk (1816-1867)      | Theresia van Oostenrijk (1816-1867)       | Theresia van Oostenrijk (1816-1867)       |                                           |                                           |                                           |                                           |  |  |  |  |  |  |  |  |  |  |  |  |  |  |  |  |  |  |  |  |  |  |  |  |  |  |  |  |  |  |  |  |  |  |  |  |  |  |  |  |  |  |  |  |  |  |  |  |
|                                     |                                     |                                     |                                     | Frans Karel van Oostenrijk (1802-1878) | Frans Karel van Oostenrijk (1802-1878) | Frans Karel van Oostenrijk (1802-1878)         | Frans Karel van Oostenrijk (1802-1878)         | Frans Karel van Oostenrijk (1802-1878)         | Frans Karel van Oostenrijk (1802-1878)         |                                                |                                                |                                                 |                                                 |                                                 |                                                 | Sophie van Beieren (1805-1872)                  | Sophie van Beieren (1805-1872)                  | Sophie van Beieren (1805-1872)              | Sophie van Beieren (1805-1872)              | Sophie van Beieren (1805-1872)        | Sophie van Beieren (1805-1872)        |                                       |                                       |                                       |                                       |  |  |                                            |                                            |                                            |                                            | Ferdinand II der Beide Siciliën (1810-1859) | Ferdinand II der Beide Siciliën (1810-1859) | Ferdinand II der Beide Siciliën (1810-1859) | Ferdinand II der Beide Siciliën (1810-1859) | Ferdinand II der Beide Siciliën (1810-1859)  | Ferdinand II der Beide Siciliën (1810-1859)  |                                                  |                                                  |                                                  |                                                  |                                                  |                                                  | Theresia van Oostenrijk (1816-1867)      | Theresia van Oostenrijk (1816-1867)      | Theresia van Oostenrijk (1816-1867)      | Theresia van Oostenrijk (1816-1867)      | Theresia van Oostenrijk (1816-1867)       | Theresia van Oostenrijk (1816-1867)       |                                           |                                           |                                           |                                           |  |  |  |  |  |  |  |  |  |  |  |  |  |  |  |  |  |  |  |  |  |  |  |  |  |  |  |  |  |  |  |  |  |  |  |  |  |  |  |  |  |  |  |  |  |  |  |  |
|                                     |                                     |                                     |                                     |                                        |                                        |                                                |                                                |                                                |                                                | Karel Lodewijk van Oostenrijk (1833-1896)      | Karel Lodewijk van Oostenrijk (1833-1896)      | Karel Lodewijk van Oostenrijk (1833-1896)       | Karel Lodewijk van Oostenrijk (1833-1896)       | Karel Lodewijk van Oostenrijk (1833-1896)       | Karel Lodewijk van Oostenrijk (1833-1896)       |                                                 |                                                 |                                             |                                             |                                       |                                       |                                       |                                       |                                       |                                       |  |  |                                            |                                            |                                            |                                            |                                             |                                             |                                             |                                             |                                              |                                              | Maria Annunciata van Bourbon-Sicilië (1843-1871) | Maria Annunciata van Bourbon-Sicilië (1843-1871) | Maria Annunciata van Bourbon-Sicilië (1843-1871) | Maria Annunciata van Bourbon-Sicilië (1843-1871) | Maria Annunciata van Bourbon-Sicilië (1843-1871) | Maria Annunciata van Bourbon-Sicilië (1843-1871) |                                          |                                          |                                          |                                          |                                           |                                           |                                           |                                           |                                           |                                           |  |  |  |  |  |  |  |  |  |  |  |  |  |  |  |  |  |  |  |  |  |  |  |  |  |  |  |  |  |  |  |  |  |  |  |  |  |  |  |  |  |  |  |  |  |  |  |  |
|                                     |                                     |                                     |                                     |                                        |                                        |                                                |                                                |                                                |                                                | Karel Lodewijk van Oostenrijk (1833-1896)      | Karel Lodewijk van Oostenrijk (1833-1896)      | Karel Lodewijk van Oostenrijk (1833-1896)       | Karel Lodewijk van Oostenrijk (1833-1896)       | Karel Lodewijk van Oostenrijk (1833-1896)       | Karel Lodewijk van Oostenrijk (1833-1896)       |                                                 |                                                 |                                             |                                             |                                       |                                       |                                       |                                       |                                       |                                       |  |  |                                            |                                            |                                            |                                            |                                             |                                             |                                             |                                             |                                              |                                              | Maria Annunciata van Bourbon-Sicilië (1843-1871) | Maria Annunciata van Bourbon-Sicilië (1843-1871) | Maria Annunciata van Bourbon-Sicilië (1843-1871) | Maria Annunciata van Bourbon-Sicilië (1843-1871) | Maria Annunciata van Bourbon-Sicilië (1843-1871) | Maria Annunciata van Bourbon-Sicilië (1843-1871) |                                          |                                          |                                          |                                          |                                           |                                           |                                           |                                           |                                           |                                           |  |  |  |  |  |  |  |  |  |  |  |  |  |  |  |  |  |  |  |  |  |  |  |  |  |  |  |  |  |  |  |  |  |  |  |  |  |  |  |  |  |  |  |  |  |  |  |  |
|                                     |                                     |                                     |                                     |                                        |                                        |                                                |                                                |                                                |                                                |                                                |                                                |                                                 |                                                 |                                                 |                                                 |                                                 |                                                 |                                             |                                             |                                       |                                       |                                       |                                       |                                       |                                       |  |  |                                            |                                            |                                            |                                            |                                             |                                             |                                             |                                             |                                              |                                              |                                                  |                                                  |                                                  |                                                  |                                                  |                                                  |                                          |                                          |                                          |                                          |                                           |                                           |                                           |                                           |                                           |                                           |  |  |  |  |  |  |  |  |  |  |  |  |  |  |  |  |  |  |  |  |  |  |  |  |  |  |  |  |  |  |  |  |  |  |  |  |  |  |  |  |  |  |  |  |  |  |  |  |
|                                     |                                     |                                     |                                     |                                        |                                        |                                                |                                                |                                                |                                                |                                                |                                                |                                                 |                                                 |                                                 |                                                 |                                                 |                                                 |                                             |                                             |                                       |                                       |                                       |                                       |                                       |                                       |  |  |                                            |                                            |                                            |                                            |                                             |                                             |                                             |                                             |                                              |                                              |                                                  |                                                  |                                                  |                                                  |                                                  |                                                  |                                          |                                          |                                          |                                          |                                           |                                           |                                           |                                           |                                           |                                           |  |  |  |  |  |  |  |  |  |  |  |  |  |  |  |  |  |  |  |  |  |  |  |  |  |  |  |  |  |  |  |  |  |  |  |  |  |  |  |  |  |  |  |  |  |  |  |  |
|                                     |                                     |                                     |                                     |                                        |                                        |                                                |                                                |                                                |                                                |                                                |                                                | Frans Ferdinand van Oostenrijk-Este (1863-1914) | Frans Ferdinand van Oostenrijk-Este (1863-1914) | Frans Ferdinand van Oostenrijk-Este (1863-1914) | Frans Ferdinand van Oostenrijk-Este (1863-1914) | Frans Ferdinand van Oostenrijk-Este (1863-1914) | Frans Ferdinand van Oostenrijk-Este (1863-1914) |                                             |                                             | Otto Frans van Oostenrijk (1865-1906) | Otto Frans van Oostenrijk (1865-1906) | Otto Frans van Oostenrijk (1865-1906) | Otto Frans van Oostenrijk (1865-1906) | Otto Frans van Oostenrijk (1865-1906) | Otto Frans van Oostenrijk (1865-1906) |  |  | Ferdinand Karel van Oostenrijk (1868-1915) | Ferdinand Karel van Oostenrijk (1868-1915) | Ferdinand Karel van Oostenrijk (1868-1915) | Ferdinand Karel van Oostenrijk (1868-1915) | Ferdinand Karel van Oostenrijk (1868-1915)  | Ferdinand Karel van Oostenrijk (1868-1915)  |                                             |                                             | Margaretha Sophie van Oostenrijk (1870-1902) | Margaretha Sophie van Oostenrijk (1870-1902) | Margaretha Sophie van Oostenrijk (1870-1902)     | Margaretha Sophie van Oostenrijk (1870-1902)     | Margaretha Sophie van Oostenrijk (1870-1902)     | Margaretha Sophie van Oostenrijk (1870-1902)     |                                                  |                                                  |                                          |                                          |                                          |                                          |                                           |                                           |                                           |                                           |                                           |                                           |  |  |  |  |  |  |  |  |  |  |  |  |  |  |  |  |  |  |  |  |  |  |  |  |  |  |  |  |  |  |  |  |  |  |  |  |  |  |  |  |  |  |  |  |  |  |  |  |